# بيبي هيوي
بيبي هيوي (بالإنجليزية: Baby Huey)‏ هو مغني وموسيقي أمريكي، ولد في 17 أغسطس 1944 في ريتشموند في الولايات المتحدة، وتوفي في 28 أكتوبر 1970 في شيكاغو في الولايات المتحدة بسبب نوبة قلبية.

## وصلات خارجية
- بيبي هيوي على موقع روتن توميتوز (الإنجليزية)
- بيبي هيوي على موقع ميوزك برينز (الإنجليزية)
- بيبي هيوي على موقع إن إن دي بي (الإنجليزية)
- بيبي هيوي على موقع أول ميوزيك (الإنجليزية)
- بيبي هيوي على موقع ديسكوغز (الإنجليزية)
- بيبي هيوي على موقع ديسكوغز (الإنجليزية)